# Brielse Maasdam

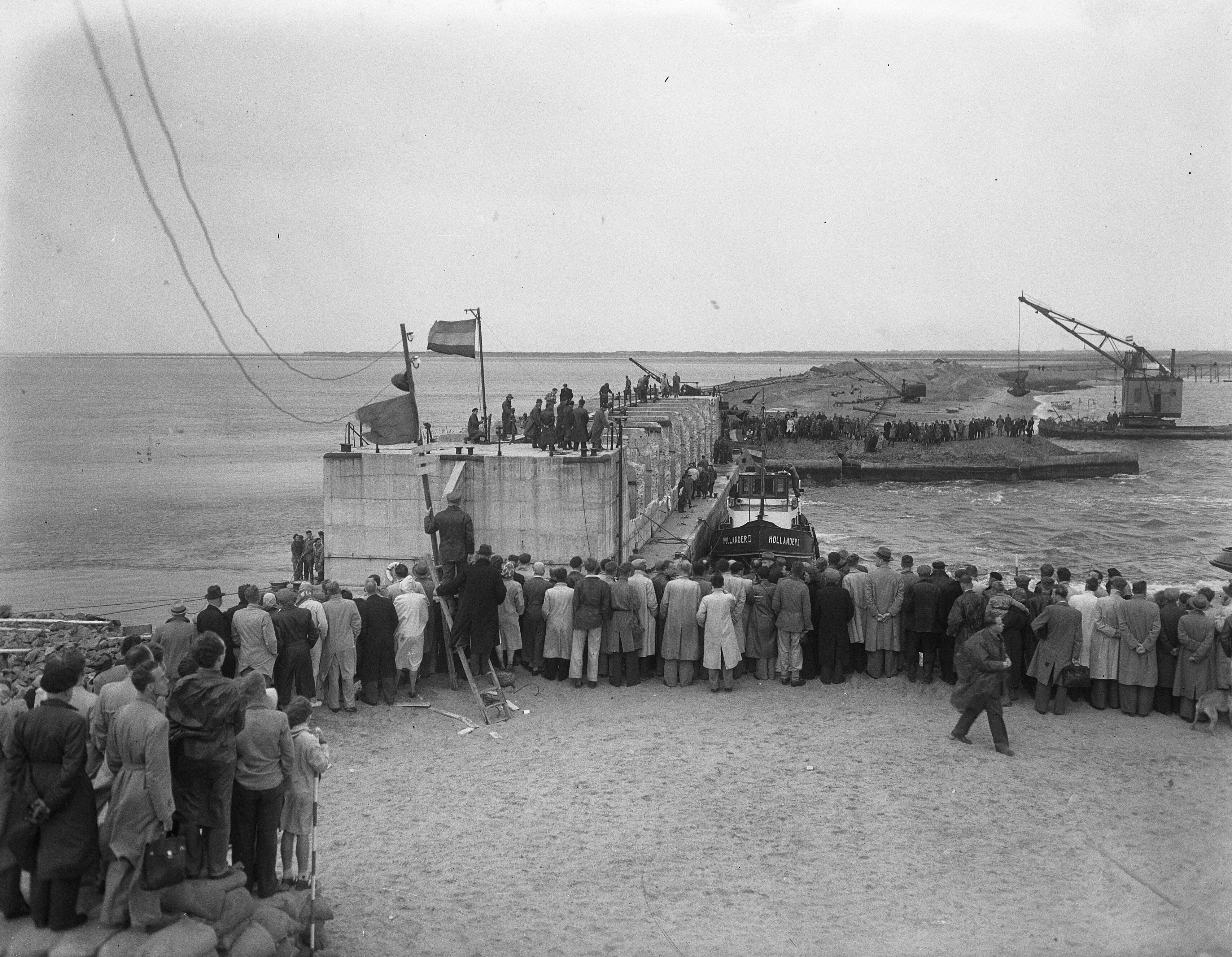
Brielse Maas tussen Voorne en Rozenburg bij Oostvoorne afgesloten

De Brielse Maasdam is de eerste dam waarmee de Brielse Maas in 1950 werd afgesloten. Door deze afsluiting ontstond het Brielse Meer. De Brielse Maasdam verbond de toenmalige eilanden Voorne en Rozenburg.
Tot de aanleg van de Brielse Maasdam werd besloten, enerzijds vanwege de toenemende verzilting, en anderzijds om de kwetsbaarheid van Voorne en Rozenburg voor overstromingen te verminderen.
In 1949 begon men met de aanleg van de dam over het 900 meter brede schor tegen de zuidzijde van het eiland Rozenburg. Tussen 14 april en 20 juni 1950 werd de dam op de diepere plaatsen met 75 kleine caissons uitgebouwd. Uiteindelijk bleef een zestig meter breed sluitgat over. Hier werd op 3 juli 1950 een Phoenix-caisson ingevaren, een hergebruikt caisson dat in 1944 gebruikt was voor de aanleg van de Mulberryhaven in Normandië. 
Tijdens de watersnoodramp van 1953 raakte de Brielse Maasdam beschadigd, maar dijkdoorbraken langs de oevers van de Brielse Maas waren voorkomen.